# Saga Vallis
La Saga Vallis è una struttura geologica della superficie di Venere.